# Apollo Intensa Emozione
El Apollo Intensa Emozione es un automóvil superdeportivo de motor central-trasero producido por el fabricante de automóviles alemán Apollo Automobil GmbH, diseñado por Joe Wong. También se refiere a veces como "IE", que significa "intensa emoción", en italiano.
Este es el primer vehículo hecho por Apollo desde el Gumpert Apollo que estuvo en producción 14 años antes.

## Vista general
Apollo apareció con un video de muestra para el Intensa Emozione el 17 de octubre de 2017 y el coche fue completamente desvelado el 24 de octubre de 2017. Es construido en colaboración con HWA AG.
Será vendido por USD$ 2.670.000 en los Estados Unidos y € 2.300.000 en Europa. Solamente diez serán producidos, todos de los cuales se reporta que ya han sido vendidos.
En junio de 2018, fue revelado que Apollo se asociaría junto con HWA AG, haría modificaciones y un equipo de carreras derivado de la división de modificaciones de Mercedes-Benz AMG, para completar la fase final del desarrollo del coche.

## Información del vehículo

### Diseño

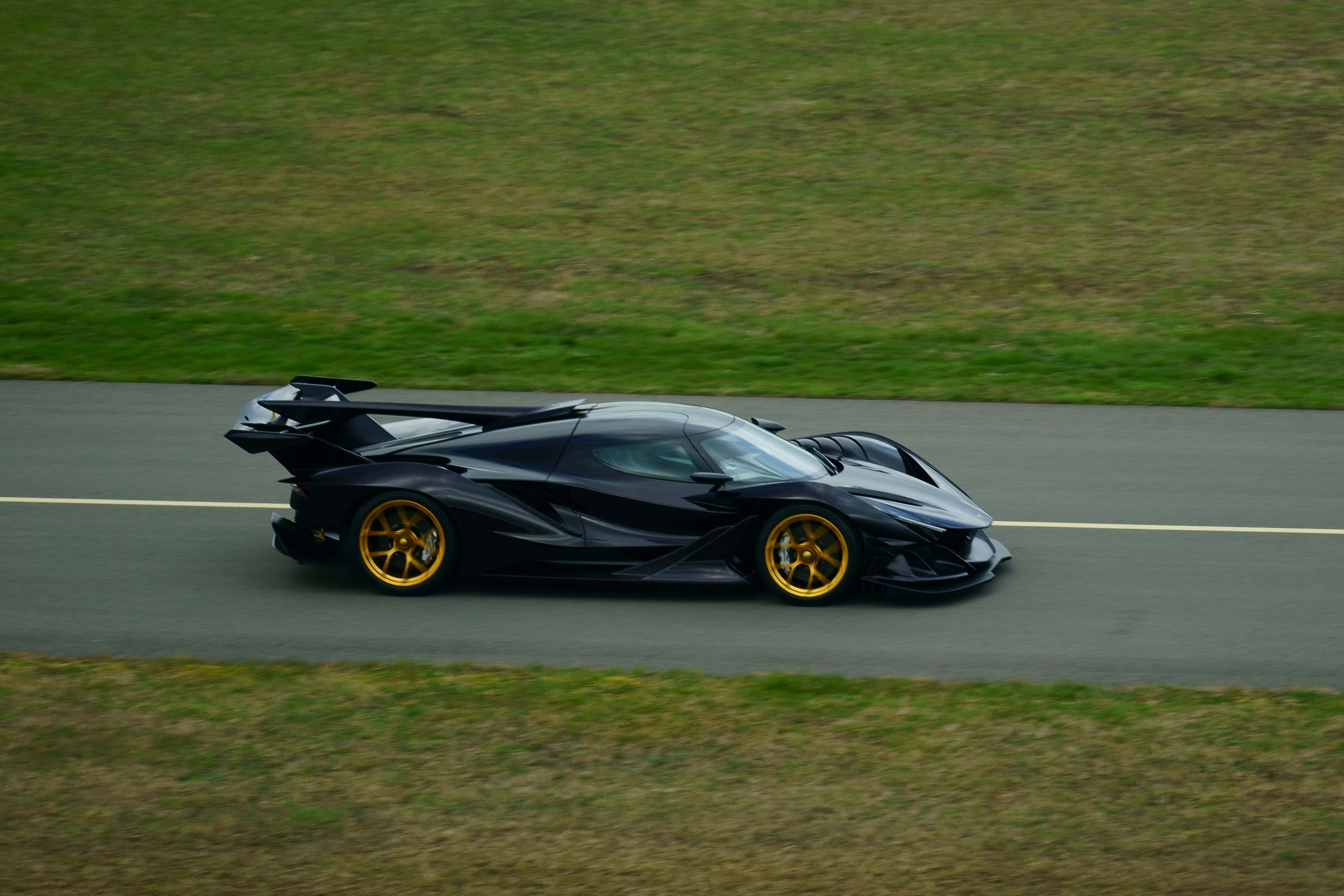
Apollo IE en la pista

El diseño exterior está basado en el flujo de aire y la naturaleza, insectos y animales marinos en particular. El interior está basado enteramente en el tema de la naturaleza, con la "bañera" del habitáculo hecha de fibra de carbono estilo pupa, en el estilo de un prototipo de carreras cubierto de cuero. Además de la filosofía sobre la naturaleza, el coche también tuvo la intención de tener un diseño que fuera diferente al de todos los otros automóviles deportivos.
La estética futurista también se traslada al interior, donde manda el color rojo y hay desde luces ambientales LED hasta molduras de fibra de carbono, volante extraíble, cuadro digital, arneses de carreras de seis puntos o una pantalla multimedia de 12 pulgadas (30,5 cm). Por último, una pequeña pantalla de 5 pulgadas (12,7 cm) ubicada en el techo permite controlar la calefacción, el aire acondicionado o la luz interior.
Cabe destacar que los asientos del vehículo, con estructura de fibra de carbono y anclados directamente al monocasco del mismo material, es decir, que no se podrán mover -y, por tanto, son los pedales y el volante los que se pueden desplazar-; se fabricarán artesanalmente y a medida de cada cliente. Si este así lo quiere, eso sí, también se pueden instalar asientos baquet de competición convencionales.

### Desempeño
Usa un motor V12 de aspiración natural de 6262 cm³ (6,3 litros) derivado de Ferrari, desarrollado por Autotecnica Motori y HWA AG. Tiene una potencia de aproximadamente 780 HP (791 CV; 582 kW) a las 8.500 rpm y alrededor de 760 N·m (561 lb·pie) a las 6.000 rpm de par máximo, con un régimen máximo (línea roja) de 9.000 rpm. Toda la potencia es enviada a las ruedas traseras a través de una transmisión manual secuencial  Hewland de 6 velocidades con levas en el volante. El coche pesa 1250 kg (2756 lb). Cuenta con un sistema de escape que culmina en una salida central integrada en el paragolpes.
Los amortiguadores son construidos por Bilstein y hay tres modos de ajuste: confort, sport y auto. Utiliza frenos carbono-cerámicos Brembo con medidas 380 mm (15,0 plg) x 34 mm (1,3 plg) adelante y atrás, junto con pinzas (calipers) de 6 pistones adelante y 4 pistones atrás. Michelin provee sus neumáticos Sport Cup 2 de alto desempeño, para permitir un máximo rendimiento y agarre. Panki Racing Systems es el proveedor para el diferencial.
Es capaz de acelerar de 0 a 60 mph (97 km/h) en 2,7 segundos, con una velocidad máxima proyectada de 335 km/h (208 mph). Produce una carga aerodinámica máxima de 1350 kg (2976 lb; 2976 lb) a 186 mph (299 km/h).

### Carrocería
Está hecho casi enteramente de fibra de carbono, pero incluye componentes de acero, aluminio y titanio de gran fuerza. El compartimiento del motor se ha dejado al descubierto, para permitir que el colector de admisión entre con una máxima eficiencia y desempeño. El chasis entero pesa solamente 105 kg (231 lb; 231 lb). Por supuesto, cuenta con una avanzada aerodinámica protagonizada por un gigantesco alerón trasero o un agresivo splitter frontal.

## Producción
La producción inició en abril de 2019 con entregas empezando en el tercer cuatrimestre de 2019. El chasis monocasco de fibra de carbono del coche es producido por Capricorn Group y los ajustes del chasis junto con el ensamblaje final son llevados por HWA AG. El coches es ensamblado y completado en Affalterbach, Alemania, donde HWA AG construye sus autos de carreras.
El color de su carrocería de fibra de carbono fue cambiada dos veces y es presentada actualmente en negro. El segundo en producirse fue entregado en noviembre de 2019. Este es también llamado la versión "ML", debido a un muy distinto esquema de color.
Además, cada cliente tendrá oportunidad de participar en el desarrollo del vehículo o competir en eventos cronometrados en los circuitos más famosos de Europa, así como tener acceso exclusivo a otros modelos de la marca en el futuro. Básicamente es una forma de hacerte inversionista de la marca y el paquete incluye un superdeportivo bastante exclusivo.